# Silene spergulifolia
Silene spergulifolia là loài thực vật có hoa thuộc họ Cẩm chướng. Loài này được (Willd.) M.Bieb. miêu tả khoa học đầu tiên năm 1819.